# ディラシェ特別郡
ディラシェ特別郡（Dirashe Special Wereda, ディラシェとくべつぐん）はエチオピアの南エチオピア州内のワレダ（woreda（英語））の一つである。どの県にも属しておらず、自治区に似た特別「郡（ワレダ）」として扱われている。名前の由来はこのワレダ東部を故郷とするディラシェ人にちなむ。
2011年、郡西部がアレ特別郡（現アレ県）として分離。2023年8月、県へ昇格しディラシェ県となった。アレ県を含んだ面積は1,487平方キロメートル、人口は約21万人（2023年推計）。

## 概要
エチオピアの大地溝帯に位置するディラシェは、南にコンソ県、西にアレ県、北にゴファ県、北東にチャモ湖、東はアマロ県と接する。ディラシェ特別郡の行政の中心地はギドレである。
2004年の報告書によると、ディラシェには全天候型道路の区間57kmと44kmの乾式道路が通り、平均道路密度は1000km2あたり66kmである。ガルドルラ山（標高2545 m）は地域内の最高地点のひとつ。

## 歴史
南部諸民族州の設立に続いてディラシェ特別郡が設置された。
2002年4月、土地争いがディラシェ人とザイス人の間で勃発すると、以前は平和だった民族グループ間に地元の与党当局者が介入して扇り立てて戦闘に発展、死者数名、焼き討ちにあった家屋多数が出る。翌年末には旧特別郡管理者ほか責任を負う立場の地方当局者は、暴力扇動を訴追され有罪判決を受けた。
人権啓発団体ヒューマン・ライツ・ウォッチは2009年6月25日、農民を対象に聞き取り調査をしたところ、野党を支援したせいで土地を没収され、家を追い出されたと主張した。
2011年3月、郡西部がアレ郡として分離するとともに、ディラシェとアレと周囲の旧特別郡3ヵ所を統合してセゲン地域民族県が設立された。2018年、コンソ県の分離によりセゲン地域民族県は瓦解し、ディラシェは特別郡に戻った。
2023年8月19日、南部諸民族州は消滅し、ディラシェは新たに創設された南エチオピア州に組み込まれた。また特別郡から県へ昇格した。

## 人口統計
エチオピア中央統計局（CSA）が実施した2007年国勢調査に基づくと、この特別郡の総人口は14万2758人、内訳は男性7万111人、女性7万2647人であった。面積1,487.38km2、人口密度95.98人で都市住民は1万3184人（9.24%）を占める。総世帯数は2万6838、1世帯あたりの人数は平均5.32人で住戸数は合計2万6102戸である。民族グループ8つのうち大きい順にディラシェ人（45.01%）、ガワワダ人（27.94%）、モッシーヤ人（9.27%）、クスミエ人（5.08%9、マソール人（4.34%）、コンソ人は2.35%に分かれる。ガモ人1.76%、アムハラ人1.62%であった。その他の民族グループの合計は人口の2.63%にあたる。ディラシェ語（Dirashe）（英語）を母語（第一言語）とするのは住民の47.51%、ガワワダ語は27.43%、ブッサ語9.09%である。4.82%はオロモ語を、4.1%はアムハラ語、3.66%はガモ語、1.76%はコンソ語を日常に話し、残りの1.63%は上記の主要言語をすべて話す多言語の人々である。宗教を見るとキリスト教プロテスタント派50.03%、34.27%はエチオピア正教会を実践し、伝統的な宗教に生きる人々は人口の12.84%と国勢調査に答えた。
上記の国勢調査から7年さかのぼる1994年の同調査では、ディラシェの総世帯数と戸別の人数は1万7181世帯、8万9900人で男女の内訳は男性4万5617人、女性4万9038人、都市住民は人口の9.08%（8167人）を占めた。最大の民族グループ5つは人数の順にディラシェ人（58.44%）、ガワワダ人（19.75%）、モシーヤ人（10.06%）、アムハラ人（2.99%）、コンソ人（2.34%）、その他の民族グループの小計は人口の6.48%にあたった。第一言語は順にディラシェ語55.08%、19.64%はガワワダ語、7.26%はブッサ語、5.41%はオロモ語、さらに4.97%はアムハラ語が第一言語である。残りの7.64%は上記の主要言語をすべて話すと答えた。宗教は人口の51.63%が伝統宗教を信じ、キリスト教プロテスタント派35.46%、10.38%はエチオピア正教会の信者だと回答した。
エチオピアの教育関連（英語）では1994年当時の識字率は人口の17.49%と見なされ、児童の年齢順に7～12歳人口の9.69%が小学校に通い、中学校進学は13～14歳の3.2%、高等学校進学率は15～18歳の3.48%に相当した。
同年の国勢調査時点のエチオピアの衛生状態（英語）を見ると、安全な飲料水が手に入る住戸数は都市部の約74%、住宅総数で見ると19%にあたる。トイレが備わった家屋は都市部64%、全体では12%であった。